# Май Іван Геннадійович
Іван Геннадійович Май (8 листопада 1995) — український спортсмен з настільного тенісу. Майстер спорту України міжнародного класу. Представляє Полтавську область. Дворазовий бронзовий призер літніх Паралімпійських ігор 2020 у Токіо.

## Спортивні досягнення
- Срібний призер Чемпіонату світу 2017 року
- Чемпіон Європи 2017 року
- Срібний призер Чемпіонату Європи 2017 року
- Бронзовий призер Чемпіонату світу 2018 року
- Чемпіон Європи 2019 року
- Чемпіон міжнародного турніру 2021 року
- Дворазовий бронзовий призер літніх Паралімпійських ігор 2020 року.

## Відзнаки та нагороди
- Орден «За заслуги» III ст. (16 вересня 2021) — за значний особистий внесок у розвиток паралімпійського руху, досягнення високих спортивних результатів на XVI літніх Паралімпійських іграх у місті Токіо (Японія), виявлені самовідданість та волю до перемоги, утвердження міжнародного авторитету України[1]